# Аннанд, Уильям
Уильям Аннанд (англ. William Annand; 10 апреля 1808, Галифакс — 12 октября 1887, Лондон) — английский политик и издатель в Новой Шотландии.
Был одним из двух сыновей шотландского иммигранта. Вернувшись после учебы обратно в Новую Шотландию, стал фермером. В 1836 году, Уильям был избран в Палату собрания. В 1843 году, после исключения из Палаты, Аннанд стал редактором «Novoscotian», самой читаемой газеты Галифакса. В 1867 стал вторым премьер-министром Новой Шотландии. Переехав в Лондон, был назначен генеральным агентом, представляющим Канаду, а потом с 1878 года генеральным агентом Новой Шотландии в Лондоне, где он и скончался в 1887 году.